# Swish Swish
«Swish Swish» — песня, записанная американской певицей Кэти Перри из её пятого студийного альбома Witness, вышедшая 19 мая 2017 года на лейбле Capitol и первоначально объявленная как промосингл. Позднее обозначена в качестве третьего сингла с нового альбома после «Chained to the Rhythm» (вышедшего 10 февраля 2017) и «Bon Appétit» (28 апреля 2017). Песня была записана при участии Ники Минаж. Написана Кэти Перри, Адам Димент, Сарой Хадсон и Бриттани Хаззард, продюсерами выступили Дюк Дюмон, Noah Passovoy и PJ Sledge.

## История
Перри анонсировала выход песни 18 мая 2017 года в Instagram. «Swish Swish» станет доступен в цифровом формате вместе с предварительным заказом на альбом Witness.
Песня написана в стиле хаус под влиянием сэмплов «Weapon of Choice» британского исполнителя Fatboy Slim. Сама Перри назвала свою песню «гимном для людей, испытывающих чьё-либо давление или насилие над собой».

## Отзывы критиков
Песня получила положительные и смешанные отзывы музыкальных критиков и интернет-изданий: Spin, Time, Nylon.
Лионн Купер в рецензии для издания NME похвалила Перри за удачное использование сэмпла, посчитав песню «великолепной». Ханна Джей Девис в рецензии от The Guardian одобрила общее звучание песни, охарактеризовала её как «бесспорно удачный грув», однако сделала вывод, что в лирическом плане композиция была «бессмысленной». Кевин О’Доннелл в статье для Entertainment Weekly выделил «Swish Swish» как лучшую песню с альбома Witness. О’Доннелл назвал песню «одним из лучших гимнов вечеринок» в репертуаре певицы, а также положительно оценил присутствие Минаж в песне.
Кристофер Р. Вейнгартен в рецензии для издания Rolling Stone посчитал трек «винтажным возвращением к хаус-музыке начала девяностых».
Джиллиан Мэйпс в обзоре для Pitchfork сделала вывод, что звучание композиции кажется «устаревшим» и биты из трека «звучали свежо три года назад».

## Живые выступления
Перри исполнила песню «Swish Swish» 20 мая 2017 года в финале сезона телешоу Saturday Night Live. 22 мая 2017 Перри выступала с «Swish Swish» в Carpool Karaoke на шоу The Late Late Show with James Corden. 2 июля 2017 года выступила в Австралии на финальном концерте шоу The Voice Australia.

## Музыкальное видео
Лирик-видео вышло 3 июля 2017 года на канале YouTube и в нём участвует бразильская певица и звезда реалити-шоу Гретхен. Спустя два дня Кэти специально для съёмок официального видео объявила о начале конкурса для поиска талантов. Кэти уже находила танцевальные таланты из Интернета. Ранее в этом году 15-летний Рассел «The Backpack Kid» Хорнинг (Russell Horning) украсил своим танцем финал шоу во время её выступления с песней «Swish Swish» в прямом эфире Saturday Night Live. После того, как заявители отправили свои записи к концу 12 июля, видео было снято позднее в этом месяце. Его премьера ожидалась 21 августа 2017 года.
Режиссёром официального музыкального видео стал Дейв Мейерс, релиз был 24 августа 2017 года. В качестве камео в клипе появляются 14-летний актёр Гейтен Матараццо (из сериала Очень странные дела), актриса Дженна Ашковиц (из сериала Glee), Christine Syldeko (vlogger), футболист Роб Гронковски (чемпион Супербоула), комедиантка и сценаристка Молли Шэннон (ведущая SNL), баскетболист Карл-Энтони Таунс, спортивный комментатор Рич Айзен, 15-летний танцор Рассел «The Backpack Kid» Хорнинг и актёр и спортсмен Терри Крюс. В видео сама Кэти Перри играет роль «Kobe», капитана баскетбольной команды «The Tigers», выступающей против команды «The Sheep», а во время перерыва появляется и Ники Минаж. За противников играют «самый сильный европеец» Хафтор Бьёрнссон (за свои 2 метра названный «The Mountain» из Игры престолов), Айрис Кайли (бодибилдерша, 10-кратная «Мисс Олимпия»). В клипе появляется её старый персонаж Kathy Beth Terry из «Last Friday Night (T.G.I.F.)».

## Коммерческий успех
В США сингл «Swish Swish» достиг позиции № 46 в хит-параде Billboard Hot 100 и позиции № 33 в поп-чарте Pop Songs. Большего успеха песня добилась в танцевальном чарте Dance Club Songs, став там 18-м хитом певицы на первом месте. Это пятый рекордный показатель в истории этого чарта и рекордный по числу чарттопперов подряд. К сентябрю 2017 года тираж сингла достиг 165,288 копий в США и он был сертифицирован в золотом статусе Recording Industry Association of America (RIAA). В Канаде песня дебютировала на позиции № 27 в чарте Canadian Hot 100. «Swish Swish» позднее поднялась на 13-е место и стала для Перри её 22-м хитом в лучшей двадцатке Канадского хит-парада. Сингл был сертифицирован в платиновом статусе Music Canada (MC) за тираж в 80,000 единиц.

## Just Dance 2018
Танец для «Swish Swish» был анонсирован 22 августа 2017 в игре Just Dance 2018. Движения созданы для квартета.

## Чарты

### Еженедельные чарты
| Чарт (2017)                                | Высшая позиция |
| ------------------------------------------ | -------------- |
| Аргентина (Monitor Latino)                 | 16             |
| Австралия (ARIA)                           | 22             |
| Австрия (Ö3 Austria Top 40)                | 69             |
| Бельгия/Фландрия (Ultratip Bubbling Under) | 3              |
| Бельгия/Валлония (Ultratop 50)             | 14             |
| Канада (Billboard Canadian Hot 100)        | 13             |
| СНГ (TopHit Airplay)                       | 45             |
| Канада (Billboard CHR/Top 40)              | 36             |
| Хорватия (HRT)                             | 37             |
| Чехия (Rádio — Top 100)                    | 61             |
| Чехия (Singles Digitál Top 100)            | 41             |
| Франция (SNEP)                             | 24             |
| Германия (GfK)                             | 76             |
| Венгрия (Single Top 40)                    | 17             |
| Ирландия (IRMA)                            | 28             |
| Израиль (Media Forest TV Airplay)          | 1              |
| Италия (FIMI)                              | 73             |
| Ливан (Lebanese Top 20)                    | 8              |
| Мексика (Billboard)                        | 11             |
| Нидерланды (Dutch Top 40)                  | 28             |
| Нидерланды (Single Top 100)                | 53             |
| Новая Зеландия (RMNZ)                      | 3              |
| Филиппины (Philippine Hot 100)             | 5              |
| Польша (Polish Airplay Top 100)            | 16             |
| Португалия (AFP)                           | 45             |
| Россия (TopHit)                            | 69             |
| Шотландия (OCC Scotland)                   | 7              |
| Словакия (Singles Digitál Top 100)         | 37             |
| Испания (PROMUSICAE)                       | 61             |
| Швеция (Sverigetopplistan)                 | 53             |
| Швейцария (Schweizer Hitparade)            | 46             |
| Великобритания (OCC UK Singles)            | 19             |
| Великобритания (OCC UK Dance)              | 3              |
| Украина (TopHit)                           | 34             |
| США (Billboard Hot 100)                    | 46             |
| США (Billboard Dance Club Songs)           | 1              |
| США (Billboard Hot Dance/Electronic Songs) | 6              |
| США (Billboard Pop Airplay)                | 33             |
| Венесуэла (Record Report)                  | 4              |

## Сертификации
| Регион | Сертификация  | Продажи             |
| --- | ------------- | ------------------- |
| Австралия (ARIA) | Платиновый    | 70 000              |
| Бразилия (ABPD) | Бриллиантовый | 250 000             |
| Канада (Music Canada) | Платиновый    | 80 000              |
| Франция (SNEP) | Золотой       | 66 666              |
| Германия (BVMI) | Золотой       | 200 000             |
| Италия (FIMI) | Золотой       | 25 000              |
| Великобритания (BPI) | Платиновый    | 600 000             |
| США (RIAA) | Платиновый    | 1,000,000 / 165,288 |
| * Данные о продажах приведены только на основе сертификации. · ^ Данные о тиражах приведены только на основе сертификации. · Данные о продажах + прослушиваниях приведены только на основе сертификации. |               |                     |